# 大塔宮曦鎧
『大塔宮曦鎧』（おおとうのみや あさひのよろい）とは、人形浄瑠璃および歌舞伎の演目のひとつ。五段続、享保8年（1723年）2月に大坂竹本座にて初演。初代竹田出雲・松田和吉（のちの文耕堂）の合作で、近松門左衛門が本文を添削した。「太平記／綱目」の角書きがつく。三段目は『身替り音頭』（みがわりおんど）と通称される。別題『大塔の公朝日の鎧』（おおとうのきみ あさひのよろい）、『太平記曦鎧』（たいへいき あさひのよろい）。

## あらすじ

### 初段
（大内の段）後醍醐天皇は鎌倉幕府の執権北条氏が、皇位のことについても口を挟む専横を怒り、宝剣を持ち北条氏を呪う祈祷を自ら行う。参内した天台座主の大塔宮尊雲法親王はそれを諌める。六波羅探題の常盤駿河守範貞が先帝の皇子である逆仁親王を連れて参内し、鎌倉の意向として逆仁親王に位を譲るように勧める。逆仁はもと鎌倉北条氏の養子となっていたので鎌倉側に与している。後醍醐帝はほんらい八歳になるわが子の若宮に皇位を譲るつもりであったが、そこへ奈良の春日大社より使いの者が来て、社で花の房長く真っ赤な藤の花が咲いたと知らせる。これぞ逆仁に位を譲れとの神託であろうと範貞は主張するが、後醍醐帝はその神託に偽りあらば必ず神罰を蒙るであろうと大音で述べる勢いに、範貞もさすがにひるんで、ひとまず逆仁を連れて退出する。
（木津川の段）逆仁親王は藤の花の奇瑞を見せた奈良の春日社へ参詣にゆくとて、大勢の供を連れ木津川のあたりを通りかかる。木津川に掛かる橋を渡ろうとすると、その向うから六波羅の役人高橋九郎が来て逆仁の一行と出会うが、高橋は逆仁に、赤い藤の花というのが紅を使ったまがい物であることを打ち明ける。だがその橋の下には、大塔宮に仕える荒法師の則祐がひそみ話を聞いていた。則祐は橋げたに両手を突いて突っ張るとその怪力に橋は柱ごと持ち上がり、橋の上にいた逆仁たちはひとり残らず川に落ちる。則祐はその様子をあざ笑いながら、大塔宮のもとへと帰るのだった。
（無礼講の段）万里小路藤房の別邸では、無礼講と称して貴賎の別なく人が集まり、歌舞音曲を催して毎夜酒宴を開いている。じつはこれは、六波羅探題打倒のはかりごとをめぐらすための集まりであった。今日は若宮の生母で後醍醐帝の后である三位の局もひそかに訪れている。
そこに六波羅に仕える武士である土岐蔵人頼員（ときくらんどよりかず）が、三位の局に呼ばれて現われた。局が頼員に対面すると、頼員は平伏する。じつは頼員の妻の早咲は以前御所に仕えていたが、頼員と恋仲になったのが不義であると咎められ、両名とも処罰されそうになったのを、後醍醐帝と三位の局がこれを夫婦と認め許したのだった。頼員はその恩義を思い朝廷の側につく心を局に表し、座興に村上義光と二人で鎌倉北条氏を諷した萬歳を踊る。
だがこの酒宴の中には、六波羅の間者である高橋九郎が紛れ込んでいた。九郎の主人である駿河守範貞は後醍醐帝の后であるはずの三位の局に横恋慕しており、九郎は範貞のところへ連れて行くため局を捕らえようとする。そのとき一間の障子がさっと開くと、そこには鎧兜に身を固めた大塔宮護良親王。同じく武装の赤松則祐や平賀三郎といった名だたる勇士を従え、朝日の耀くような大塔宮の姿に九郎は振るえあがり、六波羅へ注進しようとするが頼員に討たれる。今こそ六波羅討伐の機は来たれりと、人々は勇み立つのであった。

### 二段目
（斎藤館の段）土岐蔵人頼員の妻早咲の父は、六波羅に仕える斎藤太郎左衛門利行という武士であった。もし六波羅との戦が始まったら、このままでは夫の頼員は父太郎左衛門と戦うことになる。それを憂えた早咲は、夜分遅くにわが子の力若を連れて太郎左衛門の館を訪れる。太郎左衛門に、朝廷側に寝返るよう頼みに来たのだった。ちょうど帰宅した太郎左衛門は早咲と力若を館の中へと通した。そこへ早咲と力若が自宅から居なくなったことに気付いた頼員も、妻子が太郎左衛門の館に入ったのを見て忍び込んでいた。
早咲は太郎左衛門に、朝廷側につくよう切々と訴える。それを聞いていた太郎左衛門は黙って渋い顔をしていたが、やがて「鎌倉譜代の勇士六波羅重恩の斎藤太郎左衛門、孫の娘の婿のなんどに引かされて、天皇に与するせぬは返答に及ばず」と娘の願いを退け、変事を知らせる陣太鼓を打とうとする。それを必死に止める娘の早咲、だがその近くで太郎左衛門の説得が失敗したと知った頼員は、妻のせいで企てが顕れたことに責任を感じ切腹して果てた。夫の死に早咲は嘆き、わが子の力若ともどもその場で自害しようとすると太郎左衛門はその手から力若を取り上げ、この孫は自分が養育する、もはや親子の間であろうと敵味方、容赦はないと陣太鼓を打ち鳴らす。しかしその目には涙が滲んでいた…。
（七条河原の段）太郎左衛門が六波羅打倒の企てを知らせたことにより、その日の夜に六波羅方は隅田弾正少弼と太郎左衛門を軍奉行とし、七条河原で軍勢を整えた。各々名乗りをあげると、後醍醐帝を捕らえるため内裏に向う。
（内裏合戦の段）内裏の諸門は打ち破られて六波羅方が乱入し、大塔宮を大将とする官軍は敵の多勢により討死する者を多く出す。この劣勢に赤松則祐や平賀三郎は、大塔宮にいったん奈良へと退くことを進言し、宮もその言葉に従うところへ鎧姿の早咲が現われ、背負っている母衣のなかに匿っていた若宮を差し出した。大塔宮は早咲の忠節を誉める。共に落ちては怪しまれると大塔宮は若宮を赤松と早咲に預け、奈良へと落ちていった。戦いは六波羅方の勝利に決しようとしている。
そこへ六波羅の手勢が張輿をかきながら進む。聞けば後醍醐帝をとりこにし、輿に乗せて六波羅へ移すのだという。それを聞いた赤松は立ちはだかって手勢を追い払った。あとに残った輿に若宮が駆け寄るが、その中に居たのは帝にあらで隅田弾正、輿の中から飛び出した弾正は若宮を奪い取り逃げ去る。若宮をおびき寄せるための罠だったのである。それをやらじと赤松が追いかけたが、早咲は飛んできた矢がその胸に突き刺さり、若宮を奪われたことを嘆きつつ事切れた。いっぽう赤松は弾正と勝負に及び、ついには弾正を組敷き討取る。だが後醍醐帝と若宮は、すでに六波羅へと送られた後だった。この上は帝と若宮のご無事を信じるほかはない、とりあえず大塔宮のあとを追うべく赤松はなおも寄り来る軍勢を切散らし、奈良へとは向かうのだった。

### 三段目
（六波羅の段）六波羅方が官軍に勝利して、半年ほどがたった。
後醍醐天皇は隠岐国へ流され、大塔宮は行方知れずとなった。六波羅探題の常盤駿河守範貞は三位の局と八歳の若宮を家臣の永井右馬頭宣明（ながいうまのかみのぶあき）のもとに預けて監禁し、ほかの宮家や公卿たちについてもほしいままに死罪や流罪に処すなど、その威勢を恐れぬ者はない有様である。
季節は初秋に入った盆の頃のこと。六波羅の範貞のもとに斎藤太郎左衛門が呼ばれた。参上した太郎左衛門に範貞は、朝廷の側につけと勧めた娘や婿に逆らって六波羅に忠節を尽くしたことを誉めるが、太郎左衛門は「忠を磨き義を鉄石に比するは勇者の守る所…誉められたくもこれ無し」などとうそぶいている。範貞は「オオその繕ひなき真っ直ぐを見込み、頼む事ありて召し寄せたり」といって呼び出した事情を聞かせる。
範貞はいまだにあの三位の局のことをあきらめず、ちょうど今が盆なので、永井右馬頭のもとに預けている三位の局に宛て、自分の局に対する思いを表した盆燈籠を送りつけた。すると局からはその返事として、これも「誰が袖」の模様と、秋の草花に車をあしらった燈籠を範貞に送ってきた。これらを範貞は、局の承諾の返事と受け取って喜び、局をこの六波羅へと迎えに行くための使者の役目を、太郎左衛門に申し付けようとしたのである。しかしそんな範貞ののろけ話を聞いていた太郎左衛門、範貞をじろりと見て、そのような役目は御免蒙るとへそを曲げ、取り付くしまもない。
そこへ永井右馬頭の妻花園が三位の局の使いと称して参上する。花園は局の範貞への贈り物として、礒打つ波に帆掛け船の模様が入った浴衣を持参していた。それを差し出すと範貞は大喜びし、帆掛け船とはこの範貞に「ほの字」という意味であろうと、夢中になってその浴衣を抱きしめるのであった。
しかし範貞が肝心の三位の局はなぜこの六波羅には来ないのかというと、花園は、後醍醐帝を隠岐より移し、鳥羽に若宮とともに住まわせるのであれば帝とは縁を切り、改めて範貞の意に従うとの局の意向を伝えた。これにいよいよ機嫌をよくした範貞、局の望みをかなえようというのを太郎左衛門がさえぎる。今回の戦の首謀者である帝を都に近い鳥羽に置こうなどとはとんでもないこと、それこそ「火打ち箱に焔硝入れて昼寝するより危ない事」だと猛反対し、永井右馬頭が局と範貞との仲を取り持とうする追従者であるかのように言うのを花園は聞きとがめ、太郎左衛門と口論になるが、太郎左衛門はさらに、局が範貞に贈った燈籠や浴衣の意匠が、じつは範貞のことを嫌い帝をいまだ慕っているとの意をあらわしたものである事を暴いてしまう。
それまで機嫌のよかった範貞は、局の真意を知らされてたちまち顔色が変った。可愛さあまって憎さ百倍、怒りの声で「靡かずば靡かぬまで…よしよしこの返報せん」と、外に吊るしてあった盆燈籠を持ってこさせ、太郎左衛門と花園にこの心を説いてみよと謎をかけた。その燈籠とは切子燈籠である。花園は、帝の還幸が叶わぬという心であろうと解くが、太郎左衛門は「切子」とは子を切る、すなわち恋のかなわぬ意趣返しに若宮を斬れとの心であろうと解くと範貞は「頓知頓知」と誉め、太郎左衛門を使いとし、今宵の子の時までに若宮の首を取れといって座を立とうとする。これに花園は慌てて範貞にすがりつき、その役目は永井右馬頭にと訴えるが、範貞は取り合わず奥へと入ってしまった。太郎左衛門も切子燈籠を持って立とうとするのを花園は走り寄り、役目をこちらに譲るよう頼み「さもないうちは動かせぬ」と放さない。これに太郎左衛門は「こざかしい」と力尽くで振り放し行こうとするが花園も力尽く、互いに争ううちに太郎左衛門は引張られて転び、花園は切子燈籠をその手からもぎ取って六波羅から去る。
（永井館の段）一方、永井右馬頭の館。すでに日も暮れ、若宮はひとり手習いをしている。そこに来た右馬頭がふと若宮の書いた短冊に目をやると、父である後醍醐帝のことを偲ぶ和歌が記してある。「かほどまで御父帝を慕はせ給ふ…御痛はしさよ」と右馬頭が口にすると、こらえきれずに若宮が泣く。そこに母の三位の局も出てきて、例の花園に託した帝の還幸の願いもかなうであろう…と若宮を慰めた。
右馬頭は若宮を慰めようと、この夜な夜な町人の子供たちを邸内の庭に入れ、その子供たちによる盆踊りを若宮に見せていた。今日は若宮もと、局が花園の用意した盆踊りの衣装に着替えさせる。右馬頭はさらに、若宮とともに踊るよう幼いわが子の鶴千代も呼ぶが、若宮は右馬頭も踊るようにと所望するので、右馬頭はてれながら若宮の前でひと踊り披露するのだった。
だがそんな中を、花園がしょげた様子で切子燈籠をかかえて帰ってきた。目には涙さえ浮かべている。右馬頭が問いただすと、斎藤太郎左衛門が局が贈った燈籠や浴衣について散々悪しざまに言ったせいで範貞が激怒し、太郎左衛門もじきにこの館に来る、口惜しいと泣きながら話す。その様子に、右馬頭は花園が持ってきた切子燈籠の謎（子を切る、すなわち若宮を斬る）を悟った。
右馬頭は局と若宮、鶴千代をほかの座敷へ移し、花園とふたりきりとなる。すると太郎左衛門が門前で上使であると叫ぶ声が響いた。右馬頭は、若宮をこのまま太郎左衛門に討たせたくはないので、わが子鶴千代を若宮の身替りにする。太郎左衛門が身替りの鶴千代の首を討って館を出たなら自らは切腹する覚悟、花園は局と若宮とともにここを逃れ、大塔宮と落ち合うようにと指図した。

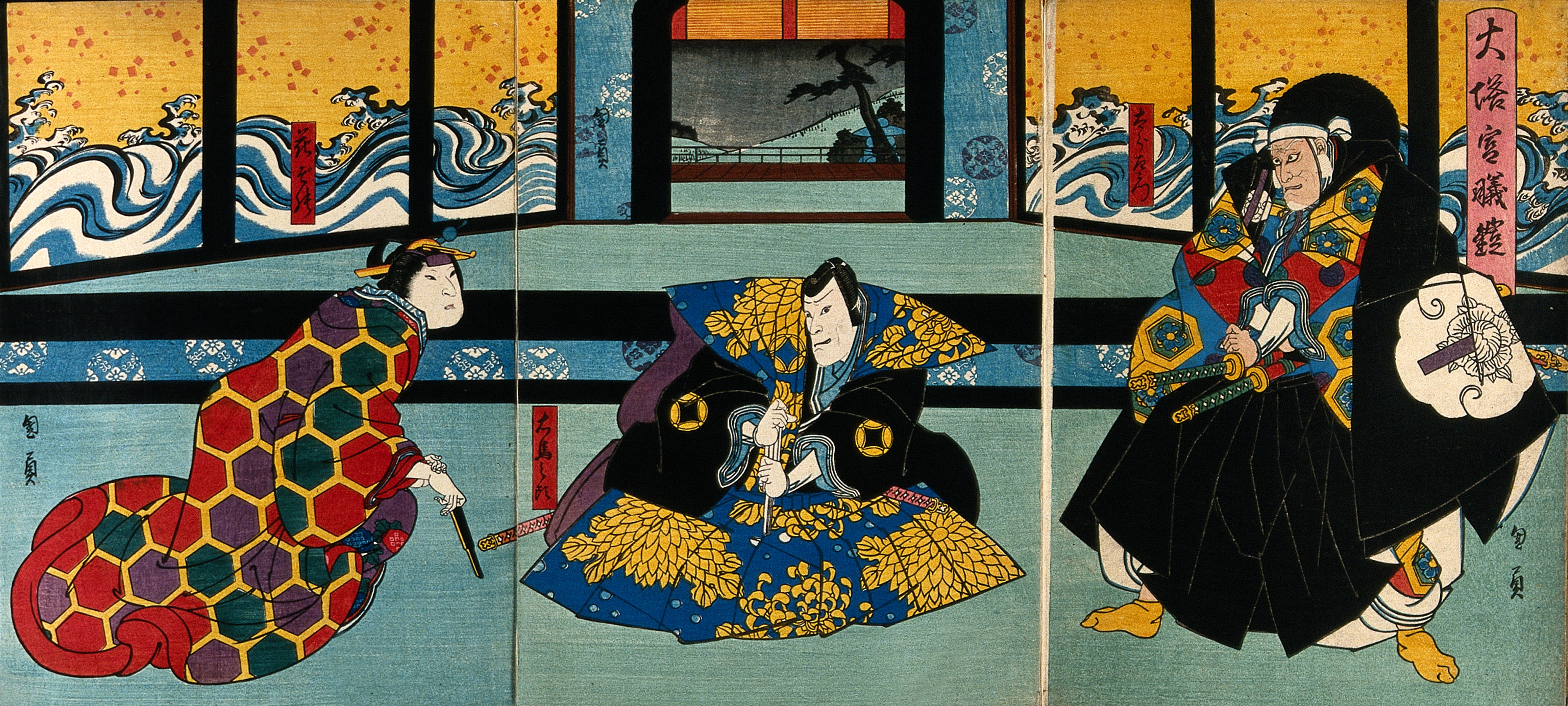
『大塔宮曦鎧』　上使として太郎左衛門を迎える右馬頭と花園。右より五代目市川海老蔵の斎藤太郎左衛門、四代目市川鰕十郎の永井右馬頭、三代目嵐璃寛の花園。安政4年（1857年）8月、大坂角の芝居。歌川国員画。

太郎左衛門が上使と称して広間に入り、上座につく。若宮を出せという太郎左衛門に右馬頭は鶴千代を出すが、太郎左衛門はすぐにそれが身替りであると見破り、本物の若宮が見たいと迫る。右馬頭は「預かりの宮これならで外にない」、ならば家捜しするまでと太郎左衛門が立ち上がると、「イヤどこへどこへ」と右馬頭は刀に手をかけ睨みつけ、太郎左衛門も負けじと刀に手をかけて睨みあい詰め寄った。そこへ三位の局が飛び出し、太郎左衛門を引き分け鶴千代を奥へやり、太郎左衛門に向って、もと自分に仕えていた早咲やその夫の土岐蔵人頼員を、娘や婿でありながら死に追いやったことを責め、嘆くのであった。
すでに館の庭では近所の子供たちが集まり、音頭に合わせて踊っている。花園は涙ながらに、若宮は幼いから、首を討たれる事情を話してもおわかりにはならないだろう。この上はあの踊りの中に加わる若宮を、だまし討ちに斬ってくれと太郎左衛門に手を合わせて頼む。太郎左衛門はそれを聞き入れる。やがて若宮と鶴千代は庭に出て、揃いの衣装で踊る子供たちと同じ姿で交じって一緒に踊りはじめた…。

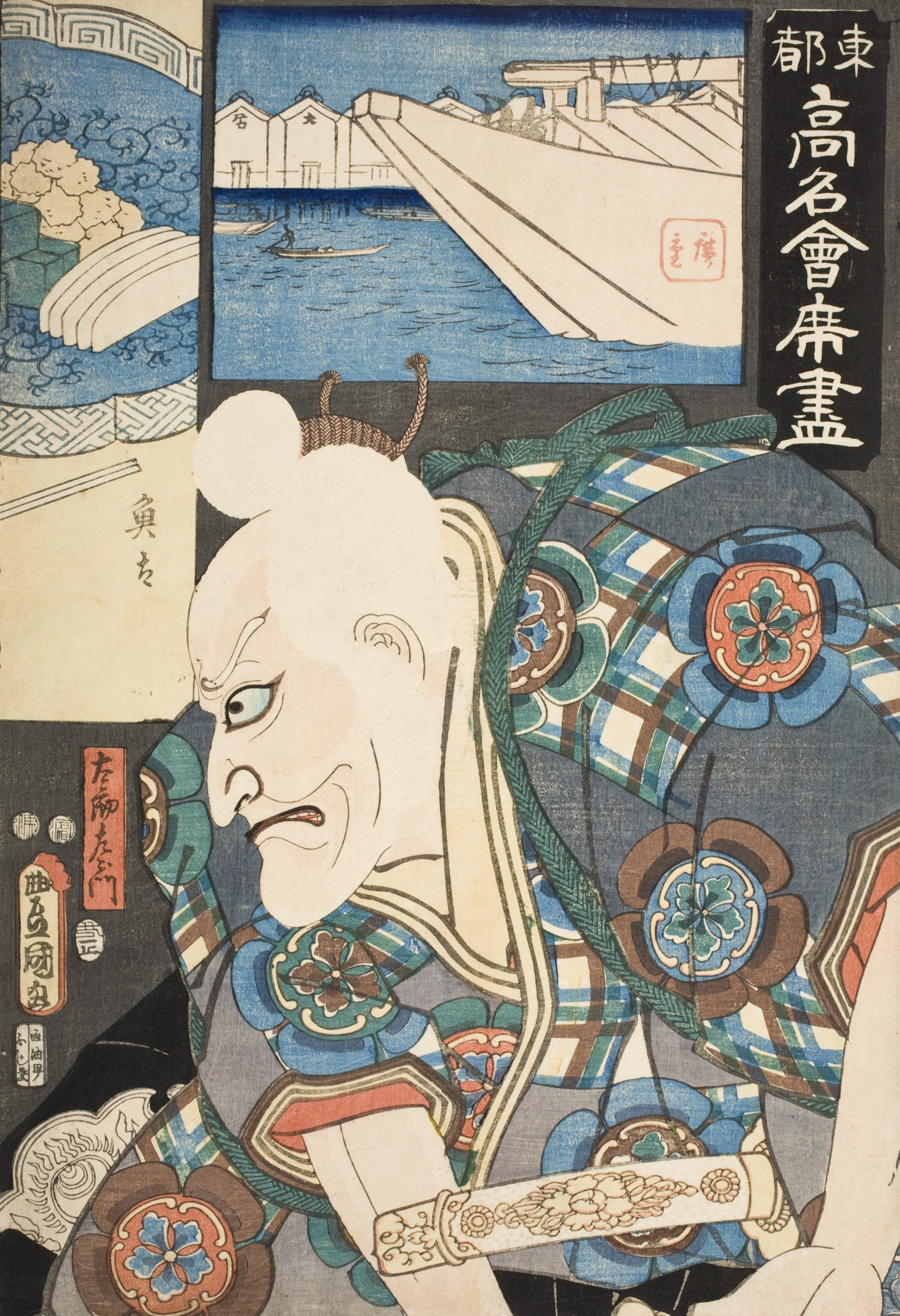
「東都高名会席尽・魚太　太郎左衛門」　五代目市川海老蔵の斎藤太郎左衛門。当時の有名な料理屋と組み合わせて描かれた見立絵。三代目歌川豊国画。

（奥庭の段）夜の庭で大勢の子供たちが、輪になって踊る。
「…七月の十六日は仏の慈悲、奈落の底の罪人の呵責の炎休ませて、充満御願如清涼池と謡ひ踊りて遊べども、十七日の曙はもとの奈落に苦しむと盂蘭盆経に説かれたり…」
そんな文句に合わせて踊る子供たちに交じって立っているのは、花園と太郎左衛門。太郎左衛門は踊っている子供の中から若宮を見出して斬ろうとする。花園は同じく踊りの中にいる鶴千代を、本心では悲痛な思いで太郎左衛門の前に出るようにし、「サア切り所斬っていの」と誘導しようとするが、太郎左衛門はそれには乗らず、なおも若宮を探そうとすることが何度も繰り返される。近くでこの様子を見守る右馬頭は、もし太郎左衛門が若宮を討とうものなら、この場で太郎左衛門を斬ってくれると刀に手をかけている。
ついに、太郎左衛門が抜いた刀をきらめかせ振り下ろすと踊りの中にいた子供が首を討たれた。これにほかの子供たちはびっくりし、みなちりぢりとなって逃げ去る。若宮は、あるいは鶴千代は討たれてしまったのか。
だがそうではなかった。花園が確かめると、若宮も鶴千代も無事である。花園も、右馬頭も、局もはっと安堵する。しかしでは、太郎左衛門はここへ踊りに来ただけの町人の子を殺したのか。それについて右馬頭が太郎左衛門に尋ねると、太郎左衛門は意外なことを人々に物語った。それは…
太郎左衛門が斬った子供とは、じつはその孫である力若だったのである。太郎左衛門は、「もとより六波羅方のそれがし、舎利が甲になるとても二心ある太郎左衛門でなし」と断りながら、しかし力若の親で婿の土岐蔵人頼員は、六波羅打倒の計画が露見したことにより戦場で敵の首ひとつも取ることなく死んだ。そこでせめてそのせがれの力若に、親に代って官軍として手柄を取らせてやりたさに、若宮の身替りとしたのであると。そしてあの世へ行く途中で「父よ母よと呼ぶついで、じいをも呼んでくれよ」と、堪えきれずに泣き叫ぶのであった。
やがて首をかかえて館を立とうとする太郎左衛門に、三位の局は涙ながらに、せめてこれで首を包むようにと、若宮の装束を渡した。すると右馬頭は「暫く」と声をかけ、自らとせがれ鶴千代の髻を切り放った。死んだ力若追善のために鶴千代を出家させ、右馬頭は僧侶となって局と若宮の供をするつもりである。
盆の季節も終りに近づき、人の魂はあの世へと帰ってゆく。人々も、別れ別れとなって去ってゆくのだった。

### 四段目
（大塔の宮熊野鈴懸）大塔宮一行は、鎌倉からの追っ手を逃れるために山伏に変装し、紀州熊野路を歩む。
（関所の段）さらに熊野の道を行く大塔宮一行の前に関所が立ちはだかる。このあたりの武士芋が瀬庄司が、大塔宮詮議のため新しく作らせたものであった。関所に詰めていた軍兵たちは大塔宮が来たことを知り騒ぎ出すが、芋が瀬庄司が出てきて、このまま通しては鎌倉に対して申し訳が立たないので、ここで我々に捕らえられるか、それとも宮が所持する錦の御旗を渡してここを通るかを選ぶようにいう。大塔宮の供をしていた平賀の三郎と赤松則祐はこの要求に怒るが、大塔宮は平賀と赤松に、「汝らが命に替うべきか」といって笈の中に隠していた錦の御旗を出す。それを見た芋が瀬は「この上は仔細なし」と道を開け、大塔宮一行は御旗を残して関所を通った。
これで鎌倉から褒美がもらえる…と芋が瀬が喜んでいるところへ、これも大塔宮の伴をしていた山伏姿の村上義光が関所を通りかかる。義光はひとり遅れて大塔宮の後を追っていたのだったが、宮が所持しているはずの錦の御旗があるのを見てびっくりし、芋が瀬に仔細を聞くやたちまち芋が瀬に飛び掛って踏みつけ怒る。これに軍兵たちが芋が瀬を救おうと斬りかかり、義光はそれらを取っては投げて追い散らす。芋が瀬は御旗を持って逃げ出すが最後は捕らえられ、義光は御旗を取り返すのであった。
（兵衛館の段）熊野の芋が瀬、十津川、蕪在の領主である戸野の兵衛は、にわかに乱心を起こして狂人となり、その娘の呉服（くれは）やせがれ大弥太の妻の蓬生はその乱心ぶりに困惑するばかりであった。
そこへ大塔宮一行が訪れる。宮たちは山伏を装っているので、兵衛の狂気を山伏の法力でもって払ってもらおうと呼ばれたのである。大塔宮たちは兵衛に向って数珠を揉み呪文を唱えた。すると兵衛は正気に戻る。兵衛はもとより蓬生や呉服も喜び、宮たちにお礼がしたいのでぜひとも逗留するようにと言うが、追っ手を恐れる宮たちは先を急ぐので…と立とうとする。しかし是非にと熱心にいう言葉に致し方なく、ならば宮だけでもここで休息をと、大塔宮だけを残して平賀たちは立っていった。
日も暮れようとするころ、兵衛のせがれ大弥太が都から帰ってきた。大弥太は妻の蓬生から逗留している山伏（大塔宮）のことを聞くとほくそえみ、父の兵衛とふたりで密談に及ぶ。じつは大弥太は都へ行って六波羅の範貞のところへ出向き、お尋ね者の大塔宮を捕まえて差し出せば、その功に和泉国の大名にしようといわれたのである。だが蓬生から様子を聞けば、いま館にいる山伏こそ大塔宮に違いない。今宵のうちに討ち取り、明日にでも首を都六波羅へ届けようという大弥太。ところが、兵衛はその話を聞いて何もいわず黙っていると見るや、またも気が狂いはじめた。この騒ぎに蓬生も出てくるが、大弥太は今の話を聞いたな、返答次第ではひと討ちと妻に刀を向けた。蓬生は夫に味方すると答えたので大弥太は安堵し、大塔宮を襲う用意のためいったん館を出てゆく。
一方、兵衛の娘呉服は大塔宮を見て一目ぼれしていた。夜になり、大塔宮は寝所で休んでいる。そこへ呉服が、宮に自分の思いを伝えようと忍んで来るが、蓬生も来て鉢合わせする。呉服が蓬生に何しにきたのかと問うと、蓬生も宮に惚れて夜這いに来たのだという。大塔宮のそばにゆくのは自分だ、いや私がと蓬生と呉服は争ううち、その拍子に障子も外れると夜着をかぶった宮の姿が見えた。蓬生と呉服は同時に宮に取り付く。ところがその夜着を脱ぎ捨てた下から現れたのは宮ではなく、兵衛だったのである。宮が灯りを持って出てきて、兵衛は怒りの顔色で蓬生を取り押さえ、次のように語った。
都で朝廷が六波羅と戦になったことを聞き及び、軍勢を率いて天皇の側に味方しようとしたが、せがれの大弥太は六波羅に味方すると主張するので、ひとまず都に上らせ、自身は河内の楠正成とともに都へと打って出ようとした。ところが戦は天皇側が破れ、大塔宮は山伏となって熊野に逃れたという話を聞いたので、わざと狂人のふりをしてこの家に山伏を呼ぶようにした。それというのも山伏に変装した大塔宮を招き入れる手立てだったのである。だがその自分の心にも添わぬせがれとその嫁めと悔し涙を流す。しかし蓬生の本心も、夫の大弥太に従うように見せてじつは宮を逃がすつもりだったと明かし、着ているものを脱ぐと山伏のなり、自らが宮の身替りとなるつもりであった。これを見た兵衛も、「嫁御ゆるしておくりゃれ」と蓬生に謝り、みな一同涙に暮れるのであった。
庭の藤棚に登ってそれを伝えば逃げ道に出る。大弥太が戻らぬうちに宮を逃がそうと、蓬生と呉服を供にして、兵衛は藤棚の上に三人をのぼらせた。そこへ大弥太が芋が瀬庄司も含めた手勢を連れて来た。藤棚の上に宮がいると悟った大弥太は追おうとするが、父の兵衛はふたたび気の狂ったふりをして大弥太たちの邪魔をする。だが隙を見て斬りつけようとする兵衛を大弥太はかわし取り押さえ、「こりゃ妹女房、一寸でも逃ぐれば親父をたった一打ち、宮を渡すか」と藤棚にいる蓬生と呉服に呼びかけた。これでは逃げられない、しかし「我を庇ふなやれ落ちよ、宮を渡さば勘当ぞ」という兵衛。
このとき蓬生が自らを大塔宮護良親王と名乗り、腹に刀を突き立て真っ逆さまに飛び落ちて絶命した。これを宮と思った大弥太は駆け寄り、首を取ろうとしたがよく見れば蓬生である。その隙に兵衛が大弥太に斬りつけ、大弥太も父親に斬りつける。これに呉服が見かねて藤棚から飛び降り、兵衛に味方するもやはり手を負わされる。芋が瀬庄司も交え、兵衛、呉服、大弥太はなおも互いに斬りあうが、兵衛と呉服は次第に弱って討たれそうだ。すると宮は法螺貝を吹き鳴らし藤棚からひらりと飛び降り、大弥太と芋が瀬を相手にするところに赤松たちが駆け来たり、大弥太と芋が瀬を討取って人々を助けたのだった。

### 五段目
（六波羅攻めの段）その後、後醍醐天皇は隠岐より脱出し、官軍側は勢力を巻き返した。大塔宮は六波羅を滅ぼすため、軍勢を率いて六波羅を攻める。六波羅方も名ある武士たちが出てきて応戦するが、村上義光や赤松則祐らに討たれ、官軍はどっと館の内へなだれ入った。そこに斎藤太郎左衛門が立ちはだかる。
村上たちは、太郎左衛門が自分の孫を身替りにして若宮を助けたことを大塔宮もご存知であり、その功により命を助け味方に招けとの命を受けていると述べると、太郎左衛門はからからと笑い、「官軍に降参するほどならば、婿や娘をやみやみと殺そうか。いやとも応とも返答ない」と、聞く耳を持たない。だがそこへ範貞が、逆仁親王を縛り上げて出てくる。逆仁を差し出し降参するから、太郎左衛門も自分の命が助かるよう口添えしてくれといってひれ伏す範貞。そのあまりの見苦しさに太郎左衛門は怒り、「村上赤松が聞く前恥ずかしゅうはないか、サア物言はずと切腹切腹」と迫る。それでも範貞がためらうのを見て太郎左衛門は首を討ち落とし、その刀をすぐに自らの首に当て、我が手でもって首を切り落とし果てる。あとには縛られて悔しがる逆仁ばかりが残り、六波羅は陥落したのだった。

## 解説
竹本義太夫から竹本座の座本（興行責任者）の地位を譲り受けた初代竹田出雲は、座本としてだけではなく浄瑠璃作者も志し、近松門左衛門によればそのもとで十年以上にわたって指導を受けたという。そして浄瑠璃作者として初めて世に名を出したのがこの『大塔宮曦鎧』であった。ただしこれは松田和吉（文耕堂）との合作で、本文も近松の添削を受けている。
なお初段「無礼講の段」で土岐蔵人頼員と村上義光が「つわもの萬歳」と称して萬歳を踊るが、この萬歳の詞章に徳川幕府を揶揄したところがあり、これを当時「智略の萬歳」と称して一枚刷りにしたものが出され巷間で持てはやされたが、その筋より版行禁止を申し渡されている。
本作は「太平記／綱目」と角書きにある通り『太平記』を題材とし、後醍醐天皇の皇子大塔宮護良親王の事跡を脚色したものであるが、全体を通して作中で大きく扱われているのは六波羅の老武士斎藤太郎左衛門である。四段目では戸野の兵衛が狂乱を見せ、それがじつはせがれ大弥太を含めた敵を欺き、大塔宮を助けるためのものであったことが明かされるが、太郎左衛門のほうが兵衛よりも相当に複雑な性格の人物であるといえる。
原作の浄瑠璃を読むと斎藤太郎左衛門は、一見武骨な頑固親父ともいうべき人物である。三段目の「六波羅館」で駿河守範貞に誉められても喜ぶことなく、三位の局のことを聞かされてばかばかしいと帰ろうとし、局を連れて来るよう命じられても「もし三位の局、首引き抜いて参れなどとの御用は、何時にても仰せ付けられ」といって相手にしない。いかにあるじとして仕える者のいうことでも、くだらない用にれっきとした武士を使うなという態度である。しかし武骨一辺倒というわけでもなく、花園との口論では局が送った燈籠や浴衣について、和歌などを引きながらその本意を説明するという教養のあるところも見せている。
二段目口の「斎藤館」（この場は「陣太鼓」とも称される）では、朝廷側に寝返るよう訴える早咲に太郎左衛門は「今鎌倉の悪逆おごり、神明仏陀の怒りの矢先憎しみの矛先、目にこそ見えね八方に迫る」と、いったんは六波羅を含めた鎌倉側の非を認める。かといって「返り忠の悪名を長き世に残すべきか」、すなわち朝廷の側に味方すれば、鎌倉の側からは「裏切り者」と罵られることになる。それは武士として受け入れられることではないと、太郎左衛門は婿や娘と袂を分かつことになり、婿の土岐蔵人頼員は自害してしまう。しかし太郎左衛門は、早咲が力若とともに自害しようとするのをその手から力若をもぎ取り、「父母は兎も角もこのせがれは我が孫、養育して人となし、まことの武士の子を育つる手本を見せん」といって孫の命を助け、保元の乱の源為義と源義朝親子の例を引き、早咲に親子の情に流されるなと諌めつつ、「婿や娘を憐れみて、この斎藤が泣く声はうぬらが耳には入るまいぞ」と睨むその目に涙を浮かべる。本心では娘や婿と敵対などしたくない、だがたとえ仕えている側に非があろうとそれを簡単に裏切ることはできない、それが武士の道である。この太郎左衛門の姿勢は、五段目のその最期にまで貫かれることになるのである。
本作の三段目は『身替り音頭』とも通称され後にまで残り、盆踊りが出てくるところから古くは夏芝居の演目として取り上げられていたが、現在ではほぼ上演の機会を得ない。歌舞伎では昭和40年（1965年）9月歌舞伎座での上演が最後となっており、このときの役割は斎藤太郎左衛門が三代目實川延若、花園が六代目中村歌右衛門、永井右馬頭が十七代目市村羽左衛門であった。もっとも大正のころにはすでに、東京ではあまり出ない演目となっていたようである。

## 特殊な「身替り」
人形浄瑠璃や歌舞伎には「身替り」というものがよく出てくるが、この「身替り」についてごく大まかにまとめると、以下のようになる。
1. 主人（主君）とそれに仕える家来（家臣）がいる（主従関係）。
2. その主人に敵対する者がいて、その敵対する者から主人（または主人の家族）が命を狙われ、絶体絶命となる。
3. そこでその家来が、主人またはその家族の身替りとするため、自らや自分の妻子などを偽って敵対する者の側に引き渡す。大抵その身替りを引き渡す時には、すでに首を討たれて首だけとなっている。

もっとも身替りの中には『一谷嫩軍記』の熊谷直実のように、主従の関係にはないが自分が仕える主人（源義経）の意向によりわが子を身替りとする例、また『義経千本桜』のいがみの権太のように、親にとって大恩のある人の息子だから、自分の妻子を身替りにするといった例もある。しかしおおむね「身替り」とは、
- 主従関係、またはそれに準じた関係において行われること

というのが普通である。だが『大塔宮曦鎧』の三段目で語られる「身替り」は、これには当てはまらない特殊なものである。
斎藤太郎左衛門は、孫力若の命でもって助けた若宮とは主従の関係にあったわけではない。それどころか後醍醐天皇は鎌倉・六波羅から見れば戦の首謀者であり、若宮はその皇子である。太郎左衛門にとっては自分が仕える六波羅に敵対する人物の身内であって、本来ならその命を助ける義理もいわれもないはずであった。
これについて『難波土産』（元文3年〈1738年〉刊）では、次のように解説している。
「…斎藤は始終武士道を立てぬきたる所あきらか也。我は六波羅の被官ゆへ、我が身においては少しも天皇への荷擔なく、頼員力若は天皇へたのまれし義を立てさせ、始終天皇の御ためにいのちを果たし、しかも力若が最期によって、頼員が無駄死に迄忠死となる。是斎藤が一心より編み立てし武道、尤さも有るべし…」
つまり、力若の親の土岐蔵人頼員は天皇の側に味方する心でありながら、その意を果たせずに自害してしまった。そこでそのせがれの力若にその遺志を遂げさせようと若宮の身替りにしたということである。若宮を助けたことで太郎左衛門は六波羅を裏切ったように見えるが、これはあくまでも天皇の側についた頼員の子力若の身替りによる忠義であり、「我が身においては少しも天皇への荷擔なく」ということになる。自身に武士としての誇りがあるように、武士である婿の頼員にもせめてこうした形で「無駄死に」ではなく、武士としての名誉を守らせたいという心であった。だが結局は祖父が孫を殺したことに、「堪へに堪へし斎藤が泣きかゝっては止めどなく。天に仰ぎ地にまろび涙。千筋の縄簾乱れ。叫びて」歎くのである。
しかし一方、永井右馬頭の心情にも複雑なものがあった。
右馬頭は太郎左衛門と同様、六波羅に仕える武士であり、わが子鶴千代を若宮の身替りに立てようとするのは、普通に考えれば右馬頭はすでに天皇側に心を寄せ、六波羅を裏切るつもりだったように見える。ところが右馬頭は鶴千代を身替りにすると決めた時、花園に次のような話をしている。
（花園）「…人は情といひながら、宮様が相伝の主君でもなし。咎もない我が子を殺さずとも、まちっと思案はあるまいか」
（右馬頭）「この瀬戸際に思案どころか。尤も若宮にさせる由緒はなけれども、我は顔する斎藤めに、人違へさせ不覚を取らせねば、武士と武士との義もなく勇みなし。弓馬の家に生れし身は一旦の誉れより、畢竟の締めくくりに後ろ指さされては、一代の手柄も水の泡…」
右馬頭は「尤も若宮にさせる由緒はなけれども」と言う。つまり本来なら、若宮にはわが子をその身替りとして死なすほどの義理はないというのである。だが太郎左衛門に「不覚を取らせねば、武士と武士との義もなく勇みなし」ともいう。要するに右馬頭は、若宮を含めた天皇側に味方してわが子を身替りにするのではなく、このまま若宮を殺させては武士としての面目にかかわる事があると述べているのである。
右馬頭は範貞の命令により、若宮とその母三位の局の身柄を預かった。今度はこれも範貞の命令で、若宮の身柄を引き渡さなければならない。右馬頭は「役目」として若宮を預かっていただけであり、若宮が殺されるとしてもその引き渡しに否という筋合いは無い。若宮の引き渡しを拒むことは主命にそむく事であり、それこそ「武士と武士との義もなく勇みなし」ということになる。それでもわが子を身替りにしてまで若宮を救おうとしたのはなぜなのか。
そもそも若宮が討たれることになったのは、太郎左衛門が範貞の前で燈籠や浴衣の意匠について悪し様に説明したからであった。だが局を預けていた右馬頭は、この燈籠や浴衣に込められていた意味について知っていたのか、知らなかったのか、いずれにしても身柄を預けておきながら「監督不行届き」で範貞を激怒させた。これは右馬頭の「落ち度」であり、この「落ち度」によって若宮を引き渡さなければならなくなったのである。すると右馬頭は、人から次のようなレッテルを貼られることになる。
「永井右馬頭、あいつは与えられた役目を全うできず、それでその役目も取り上げられる駄目なやつだ」
主命により預かっている者であれば、いずれ引き渡さねばならぬにしても、このようなレッテルを貼られた上で引き渡すことになるのは、武士として大変な不名誉であり侮辱である。右馬頭は、父である帝を偲ぶ若宮の様子に心を痛め、またその所望により自ら踊って見せるなど、若宮に親しみを感じてはいた。しかし本心から六波羅を裏切ろうというつもりはなかったのを、このような辱めを人から受けるくらいなら、その命を救ったほうがよいと判断したのである。そしてこんなことになったのも燈籠や浴衣について悪し様に言った太郎左衛門のせいだ、この上は太郎左衛門も偽首を持ち帰らせる「落ち度」にさせなければ腹がおさまらぬと考えてのことでもあった。
太郎左衛門と永井右馬頭の「身替り」は、いずれも「主従の関係」によらず、「身替り」に至るいきさつも上で述べた普通の「身替り」には当てはまらないものであった。太郎左衛門は心から天皇の側に寝返ったわけではなく、孫の力若を身替りにしたのは婿や娘といった血筋の縁に引かれてのことであり、自分はあくまでも六波羅の武士であるという姿勢は崩せなかった。永井右馬頭も若宮に心を寄せる部分はあったにせよ、まず先に立ったのは武士としての面目であり、それが傷つけられることに堪えられず、六波羅を裏切ってわが子を身替りとし、そのあと自らは切腹しようとしたのである。これらのような主従や敵味方という建前なしに行われる「身替り」は、数ある義太夫浄瑠璃や歌舞伎における「身替り」の中でも珍しい特殊なものである。『難波土産』は本作の三段目について、「近松の形見」すなわち近松の執筆であろうと言い、「さればこそ趣向より文句にすこしの抜け目なく、踊りの中の愁ひなんど、まはらぬ筆には及びもなき事どもなるべし」と評している。